# 礒川重作
礒川 重作（磯川 重作とも、いそかわ しげさく、1878年〈明治11年〉11月7日 - 1956年〈昭和31年〉12月26日）は、日本の教育家である。

## 概要
東京府の生まれ。東京高等師範学校（現在の筑波大学）卒業後、東京府南多摩郡町田村（現在の東京都町田市）日新小学校の教師を務める。
その後同学校の校長を経て1902年（明治35年）から31年間、稲城第一小学校の校長を務め、地域教育の近代化に貢献した。校長就任中は徳富蘇峰の秘書であった並木仙太郎らと共に、蘇峰の葬儀に出席した。1956年（明治31年）に78歳で亡くなった。